# Caramelldansen
Caramelldansen är det första spåret på albumet Supergott som släpptes i november 2001 av den svenska musikgruppen Caramell. Låten gav senare upphov till ett internetfenomen som startades andra halvåret 2006 på bildforumet 4chan.
Till grund för internetfenomenet låg en femton bilders animation av figurerna Mai och Mii från den japanska visuella romanen Popotan. I animationen dansar de till låten genom att vicka på rumpan och höften, samtidigt som de håller händerna ovanför huvudet som kaninöron. En uppsnabbad remix av låten dök senare upp under namnet "Caramelldansen (Speedycake Remix)" och dansen blev en fluga i Japan.

## Populärkultur
I den animerade TV-serien Phineas & Ferb dansas dansen av Stacys kusiner i Japan, men till annan musik. I spelet League of Legends dansar DJ Sonas caramelldansen helt utan musik.